# ألفرد تومسون
ألفرد تومسون (بالإنجليزية: Alfred Thompson)‏ (28 أبريل 1891 بمانشستر في المملكة المتحدة - 1 يونيو 1969 في المملكة المتحدة) هو لاعب كرة قدم بريطاني (وحمل سابقاً جنسية المملكة المتحدة لبريطانيا العظمى وأيرلندا) في مركز مهاجم داخلي. لعب مع نادي أرسنال ونادي برينتفورد ونادي ليفربول ونادي والسول وGlossop North End A.F.C. ‏ ونادي غيلفورد سيتي.